# 青森りんご勲章
青森りんご勲章(あおもりりんごくんしょう)は、りんごを通じた活動により、青森県の産業・経済の発展に寄与し又は県の名誉を著しく高揚した人物・団体を顕彰するために授与される同県の賞。

## 概要
りんごは青森県を代表する産品であり、国内外において同県を象徴する存在であるとして、青森りんごの発展に尽力した人物・団体や、りんごに着目した各種活動により功績をあげた人物・団体を顕彰するため、1999年（平成11年）に青森県が創設し、以降毎年表彰を行っている。授与式はこれまで青森県観光物産館アスパムや青森市文化観光交流施設ねぶたの家ワ・ラッセなどで行われている。
2024年（令和6年）地元紙の陸奥新報は青森りんご勲章が終了していたことがわかったと報じた。前年の2023年春の勲章候補者募集時に推薦がなく、秋に再募集していた。

## 歴代の受賞者
| 回次   | 授与年度           | 受賞者名                                                              | 職業等                                  | 功績 |
| ------ | ------------------ | --------------------------------------------------------------------- | --------------------------------------- | --- |
| 第1回  | 1999年（平成11年） | 並木路子                                                              | 歌手                                    | 終戦直後の苦しい時代にリンゴの唄により全国に明るさを発信し、国土復興に取り組む人を元気づけた。 |
| 第1回  | 1999年（平成11年） | 片山良子                                                              | エッセイスト                            | りんごにこだわったエッセイ・紀行記事等の寄稿によりりんごに関する生活文化を普及した。 |
| 第1回  | 1999年（平成11年） | 古坂卓雄（故人）                                                      | 生産者                                  | 日本最古のりんご樹の管理者であり、老人ホームへの寄贈などの活動を行った。 |
| 第1回  | 1999年（平成11年） | アップルフェア推進協議会                                              | 地域づくり団体                          | 「アップルマラソン」や「全日本リンゴ追分コンクール」などのりんごに関するイベントの開催。 |
| 第2回  | 2000年（平成12年） | 美空ひばり（故人）                                                    | 歌手                                    | 1952年（昭和27年）の映画『リンゴ園の少女』挿入歌「リンゴ追分」のヒットによりりんごが大衆に受入れられる果実となる契機を作った。                                                                                          |
| 第3回  | 2001年（平成13年） | 佐々木直亮                                                            | 弘前大学医学部名誉教授                  | りんごの高血圧予防効果を世界に先駆けて実証し、りんごが健康に資するという印象に貢献した。 |
| 第3回  | 2001年（平成13年） | 竹浪春夫（故人）                                                      | 前板柳町長                              | りんご産業の指導者であり、町長としてりんごに拘った政策を実行した。 |
| 第3回  | 2001年（平成13年） | (財)青森県りんご協会                                                  | 生産者団体                              | 昭和21年の設立以来、りんご生産者とともに病害虫発生や価格暴落、輸入解禁などの困難を乗り越え、「りんご王国」青森県の発展に貢献した。                                                                                      |
| 第4回  | 2002年（平成14年） | 鳴海要                                                                | 陶芸家                                  | りんごの木の灰を釉薬とした「りんごの釉（ゆう）」の陶器の制作により青森りんごの文化性を向上させた。 |
| 第4回  | 2002年（平成14年） | 頴川建忠                                                              | 青果物貿易商（味王）                    | 青森りんごを台湾に輸出する道を開き、国際的評価の向上に貢献した。 |
| 第5回  | 2003年（平成15年） | 武部和夫                                                              | 弘大名誉教授                            | リンゴの繊維が動脈硬化の抑制や大腸癌の発生予防に効果があることを明らかにし、学会で高い評価を得たことなどでりんご産業の発展に貢献した。                                                                                  |
| 第5回  | 2003年（平成15年） | 山下兼四郎                                                            | 地域農業調査研究所主宰                  | りんご流通近代化を推進したり、効率の良い搾汁システムを構築するなどりんごの流通・加工の発展に貢献した。 |
| 第6回  | 2004年（平成16年） | 宇野善造                                                              | 前(社)青森県りんご対策協議会長          | 長年にわたり青森県りんご対策協議会の理事・会長として消費宣伝事業を実施し、県産りんごの消費拡大に貢献した。 |
| 第7回  | 2005年（平成17年） | 渡部忍                                                                | 医師                                    | 生産者の農薬中毒の原因究明や治療法・予防法の開発・啓蒙を行いりんご生産者の健康増進に貢献した。 |
| 第7回  | 2005年（平成17年） | 加藤武夫                                                              | 版画家                                  | 日本最古のりんごの木を多色木版画で表した作品など、りんごを題材とした版画製作に取り組んだ。 |
| 第7回  | 2005年（平成17年） | 齊藤昌美（故人）                                                      | 生産者                                  | 高接病の防止や剪定技術の考案などによりふじの普及拡大に尽力した。 |
| 第8回  | 2006年（平成18年） | (財)板柳町産業振興公社りんごワーク研究所                              |                                         | りんごによる地域おこしや農業体験を目的として設立された「板柳町ふるさとセンター」の運営を通じ町の観光振興に寄与するとともに、地域産のりんごを利用した加工品の開発販売により地域経済の活性化に貢献した。                  |
| 第8回  | 2006年（平成18年） | 青森県立柏木農業高等学校農業クラブ                                    |                                         | 若者の消費拡大をテーマとした「高校生によるりんごサミット」の開催や、小玉りんごを「ポケットりんご」として商標登録し、消費拡大に向け活動した。                                                                            |
| 第9回  | 2007年（平成19年） | 佐藤肇                                                                | 生産者                                  | りんごの民間登録品種第1号であり、その後りんご輸出のけん引役となった「金星」の育成を行い、栽培技術の普及に努めた。 |
| 第9回  | 2007年（平成19年） | 阿部澤                                                                | 画家                                    | りんごの古木を題材にした油絵を製作し、県内外で展覧会を開くなどして絵画を通じて青森りんごの魅力を発信した。 |
| 第10回 | 2008年（平成20年） | 寺阪勝                                                                | 元県土木部長                            | 太宰府天満宮の梅の花と青森県のりんごの交流事業を提案・実現のために奔走し、九州地区における青森りんごの普及宣伝に貢献した。                                                                                              |
| 第10回 | 2008年（平成20年） | 波多江久吉（故人） 斎藤康司（故人）                                   | 団体職員                                | りんご産業の発展を中心とした研究に取り組み、『青森県りんご百年史』など多くの著作を残した。 |
| 第11回 | 2009年（平成21年） | (社)青森県りんご輸出協会                                              | 移出業者団体                            | |
| 第11回 | 2009年（平成21年） | 杉山芬 杉山雍                                                         | 元県立青森高校長 元弘前学院聖愛高校教諭 | 著書「青森県のりんご－市販の品種とりんごの話題－」とホームページ「青い森の片隅から」において青森りんごの消費宣伝に貢献した。                                                                                            |
| 第11回 | 2009年（平成21年） | 長峰一造（故人）                                                      | 元(財)青森県りんご協会会長              | りんごの安定生産を図るため、病害虫防除などの技術指導等を行うとともに、わい化栽培や無袋栽培を普及させるなど、本県りんごの生産振興に貢献した。                                                                            |
| 第12回 | 2010年（平成22年） | 山口九州地区青森りんごの会                                            | 青果卸売業者団体                        | ユニークな宣伝活動や小学校における出前授業の積極的な実施など、山口九州地区における青森県産りんごの消費拡大に貢献した。                                                                                                  |
| 第12回 | 2010年（平成22年） | 青森県りんごわい化栽培技術研究会                                      | 生産者団体                              | |
| 第12回 | 2010年（平成22年） | 小出佐治                                                              | 前新潟県青森りんごの会会長              | |
| 第13回 | 2011年（平成23年） | 青森県農村工業農業協同組合連合会（JAアオレン）                        | りんご加工業                            | |
| 第13回 | 2011年（平成23年） | 大阪地区青森りんごの会                                                | 青果卸売業者団体                        | |
| 第14回 | 2012年（平成24年） | 須部安夫                                                              | 前中部地区青森りんごの会会長            | |
| 第14回 | 2012年（平成24年） | 葛西甚八（マルジンサンアップル）                                      | 観光業・りんご移出業                    | |
| 第15回 | 2013年（平成25年） | ニッカウヰスキー株式会社弘前工場                                      | りんご加工業                            | 青森県産りんごを100%使用したシードルなど多彩なりんご加工品の開発・販売・プロモーション活動により加工振興と消費拡大に貢献した。                                                                                          |
| 第15回 | 2013年（平成25年） | 津曲孝                                                                | 菓子製造業                              | 人気洋菓子店「ケーキハウス ツマガリ」において高品質な青森県産りんごを使用した洋菓子の販売などを行い、関西一円における青森県産りんごの消費拡大とイメージアップに貢献した。                                               |
| 第15回 | 2013年（平成25年） | 七戸茂男（故人）                                                      | 生産者                                  | りんごわい化栽培の先駆者として栽培技術の研究と普及指導に尽力し、青森りんごの生産振興に貢献した。 |
| 第16回 | 2014年（平成26年） | 株式会社アップルヒル                                                  | 観光・宣伝                              | 道の駅なみおかにおけるりんご関連商品やイベントの開催による長年にわたるりんご普及宣伝への貢献。 |
| 第16回 | 2014年（平成26年） | 株式会社JR東日本ウォータービジネス                                    | 消費拡大                                | 青森県産りんごを使用した飲料の企画・開発・販売による消費拡大と知名度向上への貢献。 |
| 第17回 | 2015年（平成27年） | 三國定吉                                                              | りんご剪定鋏製造                        | 手打ち式のりんご剪定鋏の製造に注力し、生産者ひとりひとりに合った剪定鋏の製作を行うことで、高品質なりんごの生産に貢献した。                                                                                              |
| 第17回 | 2015年（平成27年） | 巨大アップルパイ世界に挑戦する会                                      | イベント・PR団体                        | 巨大アップルパイの製作によるギネス世界記録認定を目指し、多数のイベントに出展し、青森県産りんごを100%使用したアップルパイを焼き上げ来場者に提供するなど、青森県産りんごの認知度向上に貢献した。                          |
| 第17回 | 2015年（平成27年） | 株式会社JR東日本青森商業開発                                          | りんご酒等の製造・販売                  | A-FACTORYによる青森県産りんごを100%使用したりんご酒の製造販売や、首都圏でのりんごをはじめたとした県産品の販売活動を通じて、本県りんごの消費拡大とイメージアップ、地域活性化に貢献した。                                 |
| 第18回 | 2016年（平成28年） | 青森県立五所川原農林高等学校                                          |                                         | 五所川原市育成の赤い果肉りんご（御所川原）の生産と普及に取り組んだほか、国内の高校で初めてGLOBAL G.A.P.認証を取得するなど、新たなりんご産業の構築と人財育成に貢献した。                                                 |
| 第18回 | 2016年（平成28年） | カネショウ株式会社                                                    | りんご加工業                            | 津軽産りんご100%使用の独自すりおろし醸造によるりんご酢の全国的な販売と、プロテオグリカン配合の黒りんご酢の商品化など、県産りんごの加工振興と消費拡大に貢献した。                                                        |
| 第19回 | 2017年（平成29年） | 太田一民（ヤマタミ太田りんご移出(株)）                                | りんご移出商                            | 青森県りんご輸出協会理事長をはじめ、長年りんごの輸出に関わり、青森県産りんごの輸出拡大に貢献した。 |
| 第19回 | 2017年（平成29年） | 株式会社ラグノオささき                                                | 加工品製造販売                          | 和洋菓子の製造メーカーとして、青森県産りんごにこだわった商品の開発販売にあたり、青森県産りんごの加工振興に貢献した。 |
| 第19回 | 2017年（平成29年） | 青森県りんご共同防除連絡協議会                                        | 生産者団体                              | 県内のりんご共同防除組織のまとめ役として発足し、病害虫防除や防除作業事故の共済制度の推進などに尽力し、りんごの安定生産と高品質化に貢献した。                                                                            |
| 第19回 | 2017年（平成29年） | 谷村志穂                                                              | 作家・フリーライター                    | 青森りんごのエッセイ集『ききりんご紀行』の発刊やメディアでの広報活動を通じて、様々な角度から青森りんごの魅力やりんごにまつわる話を県内外に紹介し、青森りんごのファンづくりに貢献した。                                  |
| 第20回 | 2018年（平成30年） | りんご娘                                                              | アイドルグループ                        | 芸能・音楽活動を通じたりんご情報発信で、青森県のみならず県外・海外へのりんご普及・宣伝に貢献した。 |
| 第21回 | 2019年（令和元年） | 京浜関東青森りんごの会                                                | 青果卸売業者団体                        | 社会情勢に応じた新たな消費者層の開拓や、企業催事などを活用した新しい普及宣伝活動などにより、京浜関東地区における青森県産りんごの消費拡大に貢献した。                                                                    |
| 第22回 | 2020年（令和2年）  | 株式会社翁屋                                                          | 菓子製造業                              | 自社での一貫製造にこだわった郷土色豊かな贈答用和洋菓子の製造・販売を通じて、加工面から青森県産りんごの付加価値向上と情報発信に貢献した。                                                                                |
| 第23回 | 2021年（令和3年）  | リンゴ機能性表示食品開発グループ (※農研機構、JAつがる弘前などで構成） | 産・学・官連携による研究グループ        | リンゴに含まれる「プロシアニジン」による内臓脂肪を減らす機能について研究し、科学的に証明した成果により、りんご生果として初となる機能性表示食品「プライムアップル!」の発売に至り、りんごの高付加価値化に貢献した。       |
| 第23回 | 2021年（令和3年）  | タムラファーム株式会社                                                | りんご生産・加工                        | 県内6次産業化の先駆けとして、こだわりのりんごの生産や、シードルをはじめとした加工品の製造により、県産りんごの認知度向上と消費拡大に貢献するとともに、りんごを活用した観光振興や人材育成に尽力し、地域活性化に貢献した。 |
| 第24回 | 2022年（令和4年）  | 日本曹達株式会社                                                      | 農業化学品製造                          | 青森県内において多発したりんごの黒星病に対して、生産者団体などからの要請により、同病害に効果が高い殺菌剤を早期に開発して実用化と供給体制の確立にこぎつけ、りんご産業の維持発展に貢献した。                              |
| 第24回 | 2022年（令和4年）  | 弘果弘前中央青果株式会社                                              | 青果卸売業者                            | 県産りんごの全国への流通拠点として重要な役割を果たすとともに、グループ会社と連携してトレーサビリティシステムの構築に取り組み、半世紀の長きにわたってりんごの流通に貢献した。                                            |
| 第24回 | 2022年（令和4年）  | 株式会社ワールド・ワン                                                | スイーツ製造・販売                      | 青森りんご専門店「あら、りんご。」などにおけるりんごに特化したスイーツの製造と販売によって、県産りんごのイメージアップを図り、若い世代へのりんごの浸透や消費拡大に寄与するとともに、高付加価値化に貢献した。            |